# 宇治団地前停留場
宇治団地前停留場（うじだんちまえていりゅうじょう）は、高知県吾川郡いの町枝川にあるとさでん交通伊野線の路面電車停留場。
いの町と高知市の境界をなす咥内坂の西の上り口にあり、隣の咥内停留場との間で坂を越える。両停留場間の距離は892メートルで、とさでん交通の駅間距離最長区間。

## 歴史
当停留場は1908年（明治41年）、伊野線最後の開通区間である咥内 - 枝川間の開通と同時に開業した。開業当時の停留場名は宇治学校前停留場（うじがっこうまえていりゅうじょう）で、1976年（昭和51年）に宇治団地前へと改称した。

### 年表
- 1908年（明治41年）2月20日：土佐電気鉄道の宇治学校前停留場として開業[1][2]。
- 1976年（昭和51年）11月3日：宇治団地前停留場に改称[1][2]。
- 2014年（平成26年）10月1日：土佐電気鉄道が高知県交通・土佐電ドリームサービスと経営統合し、とさでん交通が発足[3]。とさでん交通の停留場となる。

## 停留場構造
乗り場は2面あり、東西方向に伸びる単線の軌道を挟み込むように向かい合って配される（相対式）。軌道の北にあるのがはりまや橋方面行きのホーム、南にあるのが伊野方面行きのホーム。

## 停留場周辺
停留場は咥内坂の西の上り口にあり、伊野線の軌道は隣の咥内停留場に向かって29パーミルの上り勾配に差し掛かる。周辺は停留場名にある住宅団地のほか、住宅や工場が混在する地区。南にはハローワークがある。
- 宇治団地
- 国道33号（高知西バイパス、現道）
- 高知県道386号朝倉伊野線（旧国道33号）
- 「宇治団地前」バス停留所

## 隣の停留場
とさでん交通
伊野線
咥内停留場 - 宇治団地前停留場 - 八代通停留場
- 2014年（平成26年）までは隣の八代通停留場との間に八代信号所があった。